# Cantone di L'Albret
Il Cantone di L'Albret è una divisione amministrativa dell'Arrondissement di Nérac.
È stato costituito a seguito della riforma approvata con decreto del 26 febbraio 2014, che ha avuto attuazione dopo le elezioni dipartimentali del 2015.

## Composizione
Comprende i 22 comuni di:
- Andiran
- Calignac
- Espiens
- Fieux
- Francescas
- Fréchou
- Lamontjoie
- Lannes
- Lasserre
- Mézin
- Moncaut
- Moncrabeau
- Montagnac-sur-Auvignon
- Nérac
- Nomdieu
- Poudenas
- Réaup-Lisse
- Saint-Pé-Saint-Simon
- Saint-Vincent-de-Lamontjoie
- Sainte-Maure-de-Peyriac
- Saumont
- Sos